# What's Up
What's Up (hangul: 왓츠업; rr: Watstcheu Eop) é uma telenovela sul-coreana estrelada por Lim Ju-hwan, Kim Ji-won, Daesung, Lim Ju-eun, Oh Man-seok, Jang Hee-jin, Lee Soo-hyuk e Jo Jung-suk. Ela foi exibida pela MBN aos sábados e domingos, de 3 de dezembro de 2011 a 5 de fevereiro de 2012, com um total de vinte episódios. Seu enredo gira em torno de um grupo de jovens que entram em uma universidade de artes, eles acabam apoiando-se uns nos outros em suas vidas pessoais e sonhos.

## Enredo
Jae-Hun (Lim Ju-hwan) é um rapaz que junto de mais dois amigos, percorre as ruas a noite causando problemas. Ele acaba de forma acidental, fazendo parte de um acidente que leva à morte de um estranho. Park Tae-yi (Kim Ji-won) é uma moça do campo que mora com seu avô, ela que possui um talento musical herdado de seu pai, deixa o local em busca de melhores oportunidades. Ha Do-sung (Daesung) foi abandonado pela mãe ainda criança, anos depois, ele tornou-se uma estrela do rock de nome Hades, entretanto, o mesmo precisa esconder sua verdadeira identidade. Kim Byung-gun (Jo Jung-suk) pertence a uma família de empresários, para conseguir seu desejo de uma carreira em musicais, precisa superar seu medo de se apresentar na frente de outras pessoas. Eun Chae-young (Jang Hee-jin) é a atriz experiente que mantém o desejo de provar que não é apenas um rosto bonito e Oh Doo-ri (Lim Ju-eun), que é uma garota que não gosta da imagem que a mãe fez para si e prefere jogar jogos de computador a ensaiar.
Todos recebem aulas do professor Sun woo-young (Oh Man-seok), que possui técnicas não convencionais e tem uma vida pessoal conturbada. Juntos, aprendem o que é ser uma estrela enquanto crescem como adultos.

## Elenco
- Lim Ju-hwan como Jang Jae-hun
- Kim Ji-won como Park Tae-yi
- Daesung como Ha Do-sung
- Lim Ju-eun como Oh Doo-ri
- Oh Man-seok como professor Sun Woo-young
- Jang Hee-jin como Eun Chae-young
- Lee Soo-hyuk como Lee Soo-bin
- Jo Jung-suk como Kim Byung-gun
- Yang Ji-won como Yang Ji-eun

### De apoio
- Kim Sung-ryung como Ha In-young, mãe de Do-sung
- Kim Chang-wan como pai de Tae-yi
- Lee Ho-young como detetive Cho
- Kim Ji-han como diretor Kang
- Song Ok-sook como mãe de Jae-hun
- Kim Mi-kyung como Yang Soo-jung
- Yang Ji-won como Yang Ji-eun
- Lee Soo-hyuk como Lee Soo-bin
- Yang Hee-kyung como mãe de Doo-ri
- Han Ye-won como Yeon-joo
- Kim Ga-eun como Ga-young
- Kwon Young-don como um dos gêmeos
- Kwon Young-deuk como um dos gêmeos

### Participações especiais
- Ham Jin-sung como policial
- Jung Young Sook como chanceler
- Baek Jae-jin como Sr. Bae
- Kim Jong-moon como estudante

## Produção
Escrito por Song Ji-na, What's Up foi uma série pré-produzida antes de sua exibição e suas filmagens iniciaram em julho de 2010. A estreia da série estava programada para ir ao ar pela SBS às segundas e terças-feiras às 21:00, a partir de março de 2011, substituindo Paradise Ranch. No entanto, a SBS anunciou o cancelamento do horário das 21:00 para exibição de dramas.
Em 24 de outubro, foi revelado que as filmagens de What's Up haviam sido concluídas, além disso, foi confirmado que o título seria exibido através da emisora de televisão a cabo MBN.